# Elisha Henig
Elisha Henig (Portland, ...) è un attore statunitense.

## Biografia
Cresciuto a Portland, in Oregon, ha iniziato ad appassionarsi alla recitazione dopo aver seguito un corso di Shakespeare all'età di otto anni.
Ha iniziato a recitare all'età di 10 anni in diverse produzioni televisive, come Grey's Anatomy, Adam il rompiscatole e Mr. Robot.
Ha avuto dei ruoli importanti nelle serie The Sinner e in Alex, Inc. Altri ruoli importanti includono Miles nella seconda stagione di American Vandal
Tra il 2020 al 2025, ha un ruolo ricorrente nella serie Mythic Quest.

## Filmografia parziale
- Nicky, Ricky, Dicky & Dawn – serie TV, 2 episodi (2015)
- CSI: Cyber – serie TV, un episodio (2015)
- Grey's Anatomy – serie TV, un episodio (2015)
- Code Black – serie TV, episodio 1x17 (2016)
- Game Shakers – serie TV, un episodio (2016)
- Colony – serie TV, un episodio (2016)
- Rizzoli & Isles – serie TV, un episodio (2016)
- Lab Rats: Elite Force – serie TV, 2 episodi (2016)
- School of Rock – serie TV, un episodio (2016)
- The Librarians – serie TV, un episodio (2016)
- Transparent – serie TV, un episodio (2016)
- Mr. Robot – serie TV, un episodio (2017)
- MacGyver – serie TV, un episodio (2018)
- Alex, Inc. – serie TV, 10 episodi (2018)
- American Vandal – serie TV, 5 episodi (2018)
- The Sinner – serie TV, 8 episodi (2018)
- Future World, regia di James Franco (2018)
- Mythic Quest – serie TV, 7 episodi (2020-2025)
- Just Beyond – serie TV, episodio 1x04 (2021)

## Doppiatori italiani
Nelle versioni in italiano delle opere in cui ha recitato, Elisha Henig è stato doppiato da:
- Giulio Bartolomei in Code Black, Just Beyond
- Luca De Ambrosis in Nicky, Ricky, Dicky & Dawn
- Luca Tesei in The Sinner
- Alessandro Carloni in Mythic Quest